# لاس پینیاس
لاس پینیاس (به لاتین: Las Piñas) یک شهر که در کلانشهر مانیل، فیلیپین واقع شده‌است.